# Cyclosorus abbreviatus
Cyclosorus abbreviatus là một loài thực vật có mạch trong họ Thelypteridaceae. Loài này được Ching & K.H. Shing mô tả khoa học đầu tiên năm 1990.